# Tomasz Ciachorowski
Tomasz Ciachorowski (ur. 5 kwietnia 1980 w Gdańsku) – polski aktor filmowy, teatralny i telewizyjny.

## Życiorys

### Rodzina i edukacja
Urodził się w Gdańsku i dorastał w gdańskiej dzielnicy Nowy Port z trzema siostrami: dwiema starszymi, Kamilą i Anną oraz młodszą Beatą. Jego ojciec prowadził warsztat obróbki skrawaniem.
W młodości przynależał do harcerstwa – uzyskał stopień podharcmistrza i pełnił funkcję zastępcy komendanta Hufca ZHP Gdańsk-Portowa. Uczęszczał do Szkoły Podstawowej nr 55 im. Jana Heweliusza i Zespołu Szkół Energetycznych w Gdańsku. Ukończył oceanotechnikę na Wydziale Oceanotechniki i Okrętownictwa Politechniki Gdańskiej, a następnie Studium Aktorskie im. Aleksandra Sewruka przy Teatrze Jaracza w Olsztynie i kulturoznawstwo na Uniwersytecie Warmińsko-Mazurskim w Olsztynie.

### Kariera zawodowa
Podczas studiów był związany z amatorskim teatrem „Tytuteraz”, działającym przy hufcu ZHP Gdynia. W kolejnych latach był aktorem: Teatru im. Stefana Jaracza w Olsztynie (2006–2008), Lubuskiego Teatru Dramatycznego w Zielonej Górze (2008–2009) i Operze na Zamku w Szczecinie (2014). Występował także w warszawskich teatrach: Ale! Teatr (2013), Scena Prezentacje (2015), Capitol (2017) i Kamienica (2018). W 2018 przyjął rolę Tarzana w spektaklu Jaskiniowcy (2018) autorstwa i w reżyserii Marka Rębacza.
W 2008 zadebiutował na szklanym ekranie rolą Jana Złotopolskiego w telenoweli TVP2 Złotopolscy. W 2010 zagrał Michała Duszyńskiego, główną rolę męską w serialu TVN Majka. W 2011 wystąpił jako Igor Grabowski w serialu telewizji Polsat Linia życia. W latach 2015–2019 wcielał się w psychopatycznego Artura Skalskiego, czarny charakter w operze mydlanej TVP2 M jak miłość.
Wystąpił w teledyskach do piosenki Sylwii Grzeszczak „Pożyczony” (2013) i Natalii Woldańskiej „Zapamiętaj” (2019). Uczestniczył w telewizyjnych programach rozrywkowych: Dancing with the Stars. Taniec z gwiazdami (2016), Agent – Gwiazdy (2018) i Twoja twarz brzmi znajomo (2021). Włączył się w akcję społeczną Fundacja Faktu i serwisu Plejada.pl „Zdrowie jest męskie”, biorąc udział w sesji zdjęciowej do kalendarza na rok 2020.

## Filmografia
| Rok       | Tytuł                        | Rola                                    | Uwagi                |
| --------- | ---------------------------- | --------------------------------------- | -------------------- |
| 2008      | Niesamowite historie         | Szymon                                  | odc. Pośrednik       |
| 2008–2010 | Złotopolscy                  | Jan Złotopolski                         |                      |
| 2009–2010 | Majka                        | Michał Duszyński                        |                      |
| 2010      | Licencja na wychowanie       | Czesław Śpiewak, asystent Ryszarda      | odc. 62, 65, 67      |
| 2011      | Ojciec Mateusz               | Artur Karski, chłopak Pauliny           | odc. 79              |
| 2011      | Linia życia                  | Igor Grabowski                          |                      |
| 2011      | Hotel 52                     | Filip Lechowicz                         | odc. 43              |
| 2012      | Misja Afganistan             | podporucznik Pawlicki, adiutant Szeligi | odc. 2–6, 8–11       |
| 2012–2013 | Pierwsza miłość              | projektant mody Oskar Bill              |                      |
| 2014      | W cztery oczy                | chłopak o pseudonimie Sputnik80         |                      |
| 2014      | Na dobre i na złe            | Bartek Majewski                         | odc. 550             |
| 2014      | Barwy szczęścia              | Damian, kolega Arka i Renaty            | odc. 1094, 1125–1126 |
| 2015–2019 | M jak miłość                 | Artur Skalski, chłopak Izy              |                      |
| 2016      | Wmiksowani.pl                | Michał Piorun                           | odc. 1, 3, 6         |
| 2017      | O mnie się nie martw         | Darek                                   | odc. 76              |
| 2018–2019 | Korona królów                | Herman                                  |                      |
| 2019      | Za marzenia                  | obieżyświat                             | odc. 26              |
| 2019      | W rytmie serca               | Rafał Kamiński                          | odc. 49              |
| 2020–2021 | Zakochani po uszy            | Kacper                                  |                      |
| od 2020   | Na dobre i na złe            | kardiochirurg Maksymilian Beger         |                      |
| 2021      | Kowalscy kontra Kowalscy     | urzędnik Waligórski                     | odc. 6               |
| 2023      | Korona królów. Jagiellonowie | Martinus                                |                      |

## Role teatralne
| Tytuł                                          | Autor                                    | Reżyser                                  | Rola                                 | Teatr                                                    | Data premiery |
| ---------------------------------------------- | ---------------------------------------- | ---------------------------------------- | ------------------------------------ | -------------------------------------------------------- | ------------- |
| Nie-Boska komedia                              | Zygmunt Krasiński                        | Krzysztof Zaleski                        |                                      | Teatr im. Stefana Jaracza w Olsztynie                    | 2006-03-04    |
| Franz K.                                       | Franz Kafka/Andrzej Bartnikowski         | Cezary Ilczyna                           | Franciszek Bertold, student Bertold  | Teatr im. Stefana Jaracza w Olsztynie                    | 2006-10-28    |
| Hotel Palace                                   | Roland Topor/Jean-Michel Ribes/Gébé      | Cezary Ilczyna                           | Pikolak, młody portier, kelner       | Teatr im. Stefana Jaracza w Olsztynie                    | 2007-01-20    |
| Ćwiczenia z Witkacego - Wariat i zakonnica     | Stanisław Ignacy Witkiewicz              | Krzysztof Rościszewski                   | Posługacz, Wariat Mieczysław Walpurg | Teatr im. Stefana Jaracza w Olsztynie                    | 2007-10-27    |
| Jak wam się podoba                             | William Shakespeare                      | Szymon Kuśmider                          | Orlando                              | Teatr im. Stefana Jaracza w Olsztynie                    | 2008-01-12    |
| Gershwin                                       | George Gershwin                          | Maciej Korwin/Bernard Szyc               |                                      | Teatr im. Stefana Jaracza w Olsztynie                    | 2008-04-17    |
| W amfiteatrze Dionizosa                        |                                          | zespół                                   | Didaskalos, Artotrogus II            | Lubuski Teatr im. Leona Kruczkowskiego w Zielonej Górze  | 2008-11-29    |
| Kaspar Hauser                                  | Jakob Wassermann                         | Robert Czechowski                        | Proboszcz                            | Lubuski Teatr im. Leona Kruczkowskiego w Zielonej Górze  | 2009-03-21    |
| Teraz na zawsze                                | Magdalena Frydrych Gregorová             | SKUTR (Martin Kukučka, Lukáš Trpišovskỳ) | mały Franciszek                      | Lubuski Teatr im. Leona Kruczkowskiego w Zielonej Górze  | 2009-05-31    |
| Harold i Matylda                               | Colin Higgins                            | Dariusz Taraszkiewicz                    | Harold                               | Ale! Teatr w Warszawie                                   | 2013-03-16    |
| Dla Niepodległej                               | program składany/kabaretowy/rewiowy      | Dariusz Taraszkiewicz                    |                                      | Opera na Zamku w Szczecinie                              | 2014-11-11    |
| Zelda i Scott                                  | Renaud Meyer                             | Romuald Szejd                            | Scott Fitzgerald                     | Teatr Scena Prezentacje w Warszawie                      | 2015-01-04    |
| Następnego dnia rano                           | Peter Quilter                            | Cezary Morawski                          | Marcin                               | Teatr Capitol w Warszawie                                | 2015          |
| Trzecia młodość Bociana                        | Emilian Kamiński                         | Emilian Kamiński                         | Ryszard Bocian, syn Jana             | Teatr Kamienica                                          | 2017-09-02    |
| Ranny ptaszek                                  | Colleen Murphy                           | Dariusz Taraszkiewicz                    | Parker                               | Prom Kultury Saska Kępa                                  | 2017-09-30    |
| Basia sama w domu, czyli moje najgorsze Święta | Marek Rębacz                             | Marek Rębacz                             | Marian, wysoki urzędnik państwowy    | Teatr Rębacz                                             | 2017          |
| Jaskiniowcy                                    | Marek Rębacz                             | Marek Rębacz                             | Tarzan                               | Teatr Rębacz                                             | 2018          |
| 2 000 000 kroków                               | Piotr Rowicki                            | Przemysław Jaszczak                      | Adrian                               | Teatr Polonia                                            | 2018-07-09    |
| Selfie.com.pl                                  | Piotr Jasek                              | Maria Seweryn                            | Paweł, syn Gerarda                   | Teatr MY                                                 | 2019          |
| Wieruszka, Twoja wymarzona pomoc domowa        | Marek Rębacz                             | Marek Rębacz                             | Adam Mytnik                          | Teatr Rębacz (Otrębusy, Sala Zespołu Mazowsze Matecznik) | 2019-10-04    |
| Miłosna pułapka                                | Adrianna Biedrzyńska, Agnieszka Szygenda | Stefan Friedmann                         | architekt Paweł                      | Krakowska Fundacja Teatralna                             | 2021          |
| Miłość nie z tej ziemi                         | Tomasz Jemioła                           | Dariusz Taraszkiewicz                    | Mateusz                              | Krakowska Fundacja Teatralna                             | 2022          |
| Ciemno                                         | Marek Rębacz                             | Marek Rębacz                             | przybysz                             | Teatr Rębacz                                             | 2022          |
| Damski biznes (Who’s Under Where?)             | Marcia Kash, Doug Hughes                 | Marcin Zbyszyński                        | Sebastian                            | Agencja Artystyczna Copa w Warszawie                     | 2023          |
| To tylko botoks (Never Mind The Botox)         | Nick Reed                                | Bartłomiej Nowosielski                   | Billy / Bob                          | Scena Relax w Warszawie                                  | 2023          |

## Nagrody i nominacje
| Rok  | Nagroda                      | Kategoria            | Rezultat  |
| ---- | ---------------------------- | -------------------- | --------- |
| 2010 | Nagroda dwutygodnika „Viva!” | Najpiękniejszy Polak | Nominacja |
| 2011 | Telekamery 2011              | Aktor                | Nominacja |